# محمد نور الدين
وُلد محمد نور الدين في 23 أكتوبر 1974 في بيروت، هو شخص لبناني ذو علاقات وثيقة بحزب الله، وهي منظمة مُصنفة كمنظمة إرهابية من قبل العديد من الدول. تم اعتقاله في عام 2016 كجزء من حملة واسعة ضد العمليات المالية لحزب الله في أوروبا. كان محمد نور الدين متورطًا في غسيل الأموال وتسهيل المعاملات المالية التي تدعم العمليات العالمية لحزب الله. وكان يمتلك ويدير شركة "Trade Point International S.A.R.L"، وهي شركة عملت كقناة لتمرير الأموال غير المشروعة عبر شبكات متعددة في لبنان والعراق.

## الأنشطة الإجرامية العالمية
في عام 2016، صنفت وزارة الخزانة الأمريكية نور الدين كـ "إرهابي عالمي بشكل خاص" (SDGT) بموجب الأمر التنفيذي رقم 13224 لدوره في دعم أنشطة تمويل الإرهاب. وهذا التصنيف أخضع نور الدين لعقوبات دولية، بما في ذلك تجميد الأصول وفرض قيود على التعاملات المالية.
تم اعتقال نور الدين في أوروبا كجزء من عملية منسقة شاركت فيها وكالات إنفاذ القانون من عدة دول، بما في ذلك فرنسا وألمانيا وإيطاليا وبلجيكا. وكانت هذه العملية جزءًا من "مشروع كاساندرا" الذي أطلقته إدارة مكافحة المخدرات الأمريكية (DEA)، والذي استهدف شبكة حزب الله العالمية المسؤولة عن نقل الكوكايين عبر الولايات المتحدة وأوروبا.

## الإدانة
في عام 2018، تمت إدانة محمد نور الدين في فرنسا بتهم غسيل الأموال والتآمر الإجرامي. وتم الحكم عليه بالسجن لمدة سبع سنوات مع غرامة مالية قدرها 500,000 يورو. كشفت قضيته عن الشبكات المالية العالمية المركبة التي يستخدمها حزب الله لدعم عملياته، خاصة من خلال تهريب المخدرات والأنشطة غير المشروعة الأخرى.